# 中石化冠德
中石化冠德控股有限公司（港交所：00934）是中國石化旗下公司，主要在中國從事原油、石油及石化產品貿易、提供原油碼頭服務及加油站的公司。
中石化冠德於1998年於百慕大成立，公司在1999年6月25日在香港交易所上市。當時招股價為毎股1.02元。現時，中石化冠德的大股東為中國石油化工股份的全資附屬公司冠德國际公司。

## 外部連結
- 中石化冠德控股有限公司網站（页面存档备份，存于）